# Vijapur
Vijapur est une ville et une municipalité dans le district de Mehsana dans l'État du Gujarat en Inde.

## Démographie
Au recensement de 2001, Vijapur avait une population de 25 558 personnes. Les hommes étaient 52%, les femmes 48%. Le taux d'alphabétisme était de 68%, supérieur à la moyenne nationale de 59,5% : 75% pour les hommes et 60% pour les femmes. 12% de la population avait moins de 6 ans.

## Personnalités
Vijapur est le lieu de naissance de l'ascète jaïn Buddhisagarsuri (en) (1874–1925).